# Етендорф
Етендорф (фр. Ettendorf) насеље је и општина у источној Француској у региону Алзас, у департману Доња Рајна која припада префектури Стразбур Кампањ.
По подацима из 2011. године у општини је живело 805 становника, а густина насељености је износила 126,97 становника/km². Општина се простире на површини од 6,34 km². Налази се на средњој надморској висини од 201 метар (максималној 286 m, а минималној 181 m).

## Демографија
| 1962. | 1968. | 1975. | 1982. | 1990. | 1999. | 2011. |
| ----- | ----- | ----- | ----- | ----- | ----- | ----- |
| 665   | 666   | 635   | 606   | 674   | 700   | 805   |

График промене броја становника у току последњих година